# Canadá en los Juegos Paralímpicos de Tokio 2020
Canadá estuvo representado en los Juegos Paralímpicos de Tokio 2020 por un total de 126 deportistas, 69 mujeres y 57 hombres.

## Medallistas
El equipo paralímpico canadiense obtuvo las siguientes medallas:
| Nombre                                                     | Deporte           | Evento                              |
| ---------------------------------------------------------- | ----------------- | ----------------------------------- |
| Oro                                                        |                   |                                     |
| Nathan Riech                                               | Atletismo         | 1500 m T38 masculino                |
| Greg Stewart                                               | Atletismo         | Peso F46 masculino                  |
| Aurélie Rivard                                             | Natación          | 100 m libre S10 femenino            |
| Aurélie Rivard                                             | Natación          | 400 m libre S10 femenino            |
| Danielle Dorris                                            | Natación          | 50 m mariposa S7 femenino           |
| Plata                                                      |                   |                                     |
| Brent Lakatos                                              | Atletismo         | 100 m T54 masculino                 |
| Brent Lakatos                                              | Atletismo         | 400 m T54 masculino                 |
| Brent Lakatos                                              | Atletismo         | 800 m T54 masculino                 |
| Brent Lakatos                                              | Atletismo         | 5000 m T54 masculino                |
| Kate O'Brien                                               | Ciclismo en pista | 500 m contrarreloj C4-5 femenino    |
| Tristen Chernove                                           | Ciclismo en pista | Persecución individual C1 masculino |
| Danielle Dorris                                            | Natación          | 100 m espalda S7 femenino           |
| Aurélie Rivard                                             | Natación          | 100 m espalda S10 femenino          |
| Nicolas-Guy Turbide                                        | Natación          | 100 m espalda S13 masculino         |
| Priscilla Gagné                                            | Yudo              | –52 kg femenino                     |
| Bronce                                                     |                   |                                     |
| Marissa Papaconstantinou                                   | Atletismo         | 100 m T64 femenino                  |
| Zachary Gingras                                            | Atletismo         | 400 m T38 masculino                 |
| Keely Shaw                                                 | Ciclismo en pista | Persecución individual C1 femenino  |
| Aurélie Rivard                                             | Natación          | 50 m libre S10 femenino             |
| Katarina Roxon Morgan Bird Aurélie Rivard Sabrina Duchesne | Natación          | 4 × 100 m libre (34 ptos.) femenino |
| Stefan Daniel                                              | Triatlón          | PTS5 masculino                      |